# عملية الصنفرة
عملية الصنفرة أو عملية إيمري هي سلسلة من التجارب النووية التي أجرتها الولايات المتحدة في إيمري وتتكون من 16 تجربة أسلحة نووية أجريت بين عامي 1970-1971. سبقت هذه الاختبارات سلسلة عملية عمود دوران المخرطة وتلتها سلسلة عملية جروميت.